# Coleção Heloísa Alberto Torres
A Coleção Heloísa Alberto Torres é uma das coleções em exposição no Museu Nacional, no Rio de Janeiro. O acervo, formado por Heloísa Alberto Torres e composto aproximadamente de 3.000 peças, é considerado um registro da formação da antropologia no Brasil, com objetos ligados a expedições indigenistas e a manifestações culturais afro-brasileiras.
Eram da coleção itens de destaque na Sala Kumbukumbu, como elementos do candomblé da Bahia. Exemplos são os orixás, produzidos por Afonso de Santa Isabel.
Esta coleção foi destruída no incêndio de 2018 no Museu Nacional.

## Galeria

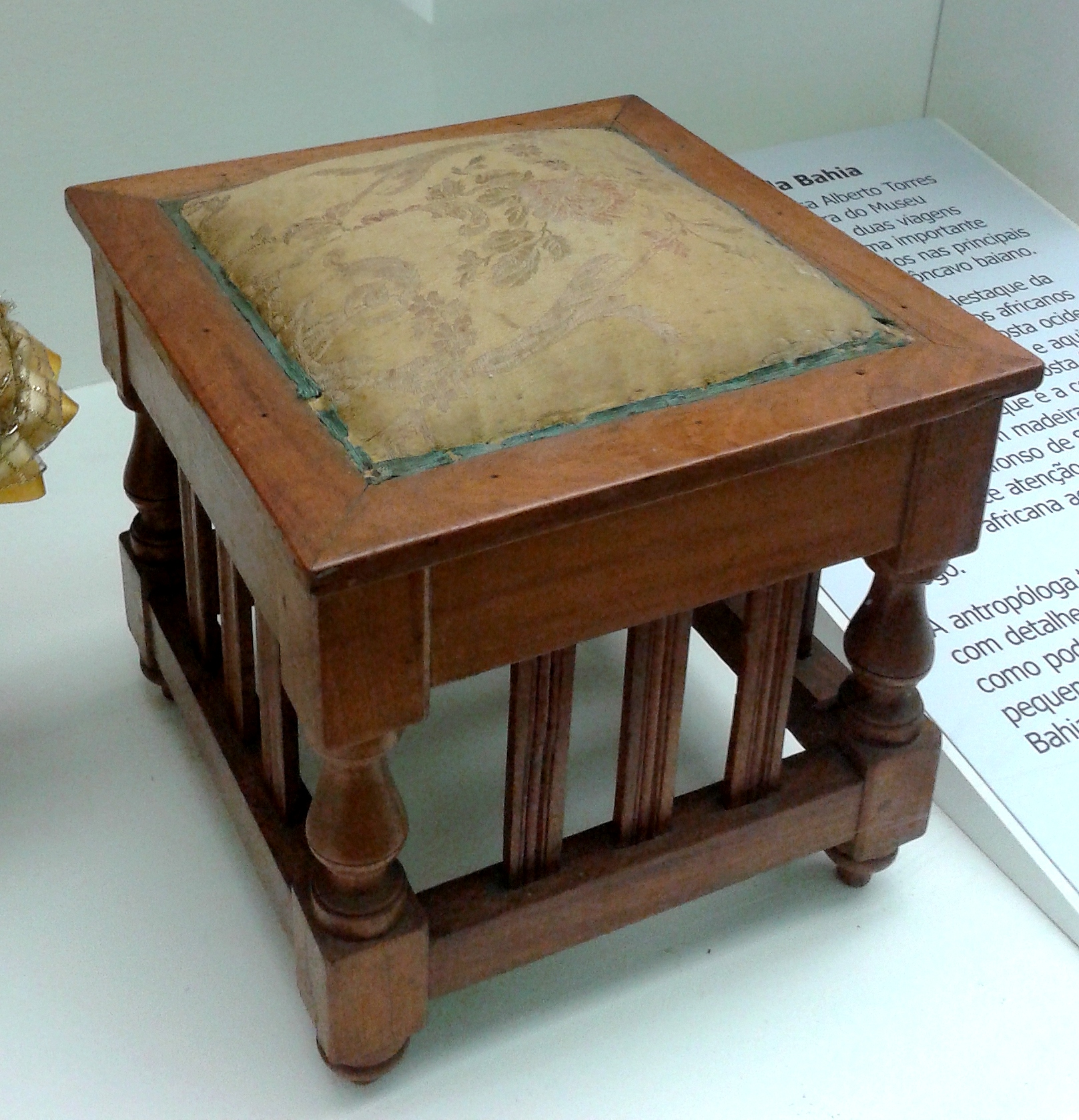
"Banquinho de igreja", usado nas casas de candomblé como assento das mulheres durante os rituais. Adquirido no Recôncavo Baiano, 1953. Fotografia de 2015.
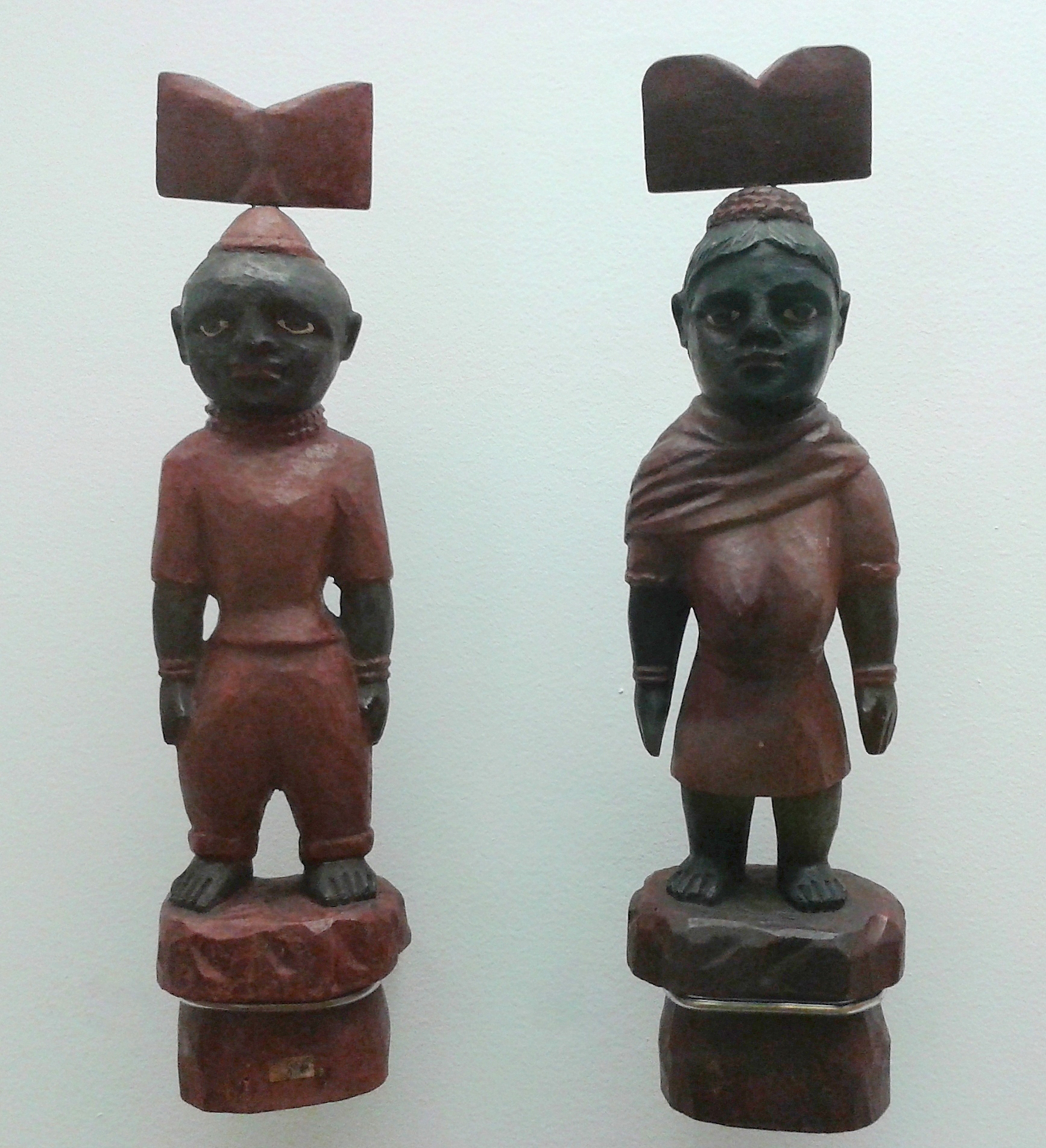
Representações de Xangô e Baiâni. Fotografia de 2015.